# 독립연대목록
독립연대목록(크로아티아어: Most nezavisnih lista)은 크로아티아의 중도우파 정당이다. 빅텐트 정당을 목표로 삼고 있으나, 기본적으로 이 정당은 자유보수주의, 경제적 자유주의 성향을 띈다.

## 같이 보기
- 크로아티아의 정당